# José Pedro Fuenzalida
José Pedro Fuenzalida Gana (né le 22 février 1985 à Santiago au Chili) est un footballeur chilien également connu sous le nom de « Chapita ». Fuenzalida est un joueur de milieu de terrain, qui joue actuellement pour Colo-Colo. Il a joué 3 ans pour Universidad Católica. Avec les jeunes jusqu'en 2005, il commence son parcours professionnel avec les seniors jusqu'à l'âge de 19 ans. En été 2007, âgé de seulement 22 ans, Fuenzalida se retire afin de se concentrer sur ses études. Par conséquent, il n'a pas pu joué pour le championnat chilien en 2007. En janvier 2008, on s'est attendu à ce que Fuenzalida revienne comme footballeur professionnel pour l'Universidad Católica. Toutefois, il signe pour Colo-Colo, ce qui a irrité Universidad Católica.
Fuenzalida faisait partie de l'équipe chilienne au championnat sud-américain des jeunes 2005 en Colombie, ce qui les a aidé à se  qualifier au championnat du monde des moins de 20 ans de la FIFA aux Pays-Bas. Pendant le championnat du monde des moins de 20 ans, Fuenzalida a marqué 2 buts pour le Chili avec une victoire de 7-0 contre le Honduras.
Fuenzalida a marqué deux buts durant le prestigieux Tournoi de Toulon avec les moins de 23 ans, où il a marqué un beau but dans la victoire de 5-3 contre la France mais aussi dans la victoire de 2-0 contre les Pays-Bas. Il a joué les 5 matchs de son équipe durant ce tournoi.

## Palmarès
- Championnat d'Argentine : 2015
- Copa América 2015 et  2016
- Finaliste de la Coupe des confédérations 2017